# Ham (Somma)
Ham – miejscowość i gmina we Francji, w regionie Hauts-de-France, w departamencie Somma.
Według danych na rok 2011 gminę zamieszkiwało 4899 osób, a gęstość zaludnienia wynosiła 516 osób/km² (wśród 2293 gmin Pikardii Ham plasuje się na 37. miejscu pod względem liczby ludności, natomiast pod względem powierzchni na miejscu 488.).
Znajduje się tu średniowieczna Twierdza Ham.

## Gospodarka
W Ham zlokalizowana jest fabryka kranów przemysłowych przejęta przez amerykański koncern Pentair i zatrudniająca ok. 130 pracowników.

## Miasta partnerskie
- Eisfeld, Niemcy